# Bikita (Distrikt)
Der Bikita (Rural) Distrikt ist einer von 9 Distrikten in der Provinz Masvingo in Simbabwe. Er hat 176.835 Einwohner (2022). Sitz seiner Verwaltung ist in den Städten Bikita und Nyika.

## Geografie
Der Distrikt liegt im Osten von Masvingo und hat eine Fläche von 5180 km². Der Distrikt ist in 32 Wards unterteilt. Die Höhe des Distrikts liegt bei bis zu 1400 m über dem Meeresspiegel im Nordwesten und fällt Richtung Südosten auf gut 400 m ab.
Im Norden grenzt er an den Distrikt Gutu, im Westen an Masvingo und Zaka und im Süden an Chiredzi. Im Osten grenzt er an die Distrikte Buhera und Chipinge in der Provinz Manicaland.
Dabei bildet der Fluss Save die Ostgrenze und ihre Nebenflüsse Devuli die Nord- und Turgwe die Südgrenze.
Der Niederschlag liegt im jährlichen Mittel bei 600 mm oder darunter. Die Region ist anfällig für Dürre.

## Wirtschaft
Bikta gehört zu den ärmeren Distrikten im Land. Die Menschen betreiben hauptsächlich Landwirtschaft im Regenfeldbau. Es werden Baumwolle, Erdnüsse, Sonnenblumen und neuerdings auch Weizen angebaut. Allerdings ist Mais das beliebte Grundnahrungsmittel. Es wird auch Viehzucht betrieben. Aber die verheerende Dürre von 1992–93 hat die Viehpopulation des Distrikts dezimiert. Daher entschied man sich, Bezirk 27 mit 1333 Quadratkilometern Land für Wildtierzucht und für den Ökotourismus zu nutzen. Seit 2001 wird Wild im Save Valley Conservancy, im Osten des Distrikts, gezüchtet. Das Projekt mit Trophäenjagd und Tourismus hat sich als gute Einnahmequelle für den Distrikt erwiesen.

## Infrastruktur
Der Distrikt wird von der A9 gequert, die Masvingo mit der Birchenough Bridge verbindet. Aber die meisten Straßen im Distrikt benötigen einer Verbesserung.